# Борові (Крупський район)
Борові (біл. вёска Баравыя) — село в складі Крупського району Мінської області, Білорусь. Село підпорядковане Крупській сільській раді, розташоване в східній частині області.